# Pieter Piron
Pieter Piron is een Vlaams acteur.
Hij speelde in 2011 mee in een kortfilm geregisseerd door studenten uit de Brusselse filmschool Narafi.
In de televisieserie Quiz Me Quick van Bart De Pauw speelde hij in 2012 het personage Lennon, een licht mentaal gehandicapte jongen, die werkt in een beschutte werkplaats. In 2014 vertolkte hij de rol van soldaat in In Vlaamse Velden.
Door de Belgische krant De Morgen werd Piron in 2011 beschreven als een 'nobele onbekende'.

## Filmografie
- Quiz Me Quick (2012) - als Lennon
- Binnenstebuiten (2013) - als Bram De Wild
- Marina (2013) - als broer Martinez
- In Vlaamse Velden (2014) - als Roger
- ROX (2014) - als Magnetson
- De Kroongetuigen (2015) - als Bernard Camerman
- Familie (2015) - als Cis Moens
- Vermist (2015) - als Wim Grootjans
- Professor T. (2015) - als Dirk Seynaeve
- De Ridder (2016) - als Olaf Smeets
- Kafka (2017) - diverse rollen
- Nachtwacht (2017) - Lucien
- Girl (2018) - als chirurg
- Glad IJs (2021) - als Patrick
- Close (2022) - als dokter
- 1985 (2023) - als Bert
- De twaalf (2023) - als inspecteur Tom Verbeke